# کوزنتسک
شهر کوزنتسک (به روسی: Кузнецк) در کشور روسیه و در اوبلاست پنزا واقع شده‌است.